# Szalicze 2
Szalicze 2, Szalicze II (biał. Шалічы 2, Szaliczy 2; ros. Шаличи 2, Szaliczi 2) – wieś na Białorusi, w obwodzie brzeskim, w rejonie kamienieckim, w sielsowiecie Widomla.

## Historia
W XIX i w początkach XX w. położone były w Rosji, w guberni grodzieńskiej, w powiecie brzeskim, w gminie Kamieniec Litewski.
W dwudziestoleciu międzywojennym leżały w Polsce, w województwie poleskim, w powiecie brzeskim, w gminie Kamieniec Litewski. W 1921 miejscowość liczyła 56 mieszkańców, zamieszkałych w 11 budynkach, wyłącznie Białorusinów wyznania prawosławnego.
Po II wojnie światowej w granicach Związku Sowieckiego. Od 1991 w niepodległej Białorusi.